# Kanasín
Kanasín är en kommunhuvudort i Mexiko.   Den ligger i kommunen Kanasín och delstaten Yucatán, i den östra delen av landet, 1 000 km öster om huvudstaden Mexico City. Kanasín ligger 12 meter över havet och antalet invånare är 77 240.
Terrängen runt Kanasín är mycket platt. Runt Kanasín är det ganska tätbefolkat, med 230 invånare per kvadratkilometer. Närmaste större samhälle är Mérida, 7,5 km nordväst om Kanasín. Trakten runt Kanasín består till största delen av jordbruksmark.